# IV. István magyar király
IV. István (1133? – Zimony, 1165. április 11.) magyar ellenkirály. Unokaöccse, III. István uralkodása alatt 1163. január 27-étől haláláig uralkodott, bár egyes nézetek az 1163. június 19-i székesfehérvári vereségét tekintik uralkodása végének. Apja II. Béla magyar király, anyja Ilona, I. Uroš szerb nagyzsupán leánya. Harmadik fiúgyermekként született, életét a magyar koronáért folyó küzdelem töltötte ki. Uralkodói sorszámát a történetírás utólag adta neki: saját magát egyetlen fennmaradt oklevelében III. Istvánnak nevezte (nem ismerve el unokaöccsét), ugyanakkor ellenkirályként sokáig nem vették figyelembe az uralkodók sorszámozásánál.

## Trónharcok II. Géza uralkodása alatt
Istvánról a források lényeges információt 1152 tájáról közölnek először. Ekkor II. Géza öccsei, László és István számára hercegi tartást rendelt el. Az esemény azt mutatja, hogy a II. Géza uralkodása kezdetén még szilárd belpolitikai állapot változóban volt. Kialakult egy II. Géza uralkodásával elégedetlen réteg, amely ha még nem is tört közvetlenül Géza uralmára, a külön udvartartást és jövedelmeket ki tudta kényszeríteni. Ezzel Magyarországon negyedszázados szünet után ismét kiújult a küzdelem a királyi trónért. Egy görög forrás szerint Istvánt „féktelen hatalomvágy fűtötte”, nem elégítette ki a tényleges hatalom nélküli hercegség és a korona megszerzése érdekében szervezkedni kezdett. Ebben fő támogatója anyai nagybátyja, Belos bán volt aki akkor a nádori tisztséget is viselte. Az 1157 tavaszán II. Géza megölésére irányuló összeesküvés megbukott, mindkettőjüknek el kellett hagynia az országot. István Barbarossa Frigyes udvarába menekült és a császár döntőbíráskodását kérte. Az 1158. január 13-ai regensburgi birodalmi gyűlésen Frigyes – meghallgatva II. Géza követeit is – a magyar király javára döntött, de megengedte Istvánnak, hogy a bizánci udvarba távozzon. A császár döntésében szerepet játszott, hogy ebben az időszakban második itáliai hadjáratának előkészítésével volt elfoglalva, de szerepet játszott Géza előrelátó politikája is. A magyar király még 1157 nyarán a Fischa menti csata óta feszült magyar–német viszonyt javító politikába kezdett. Erzsébet leányát feleségül adta a császár szövetségese, a cseh trónörökös Frigyeshez és ugyanekkor magyar segédhadakat ajánlott fel Barbarossa Frigyes itáliai hadjáratához.

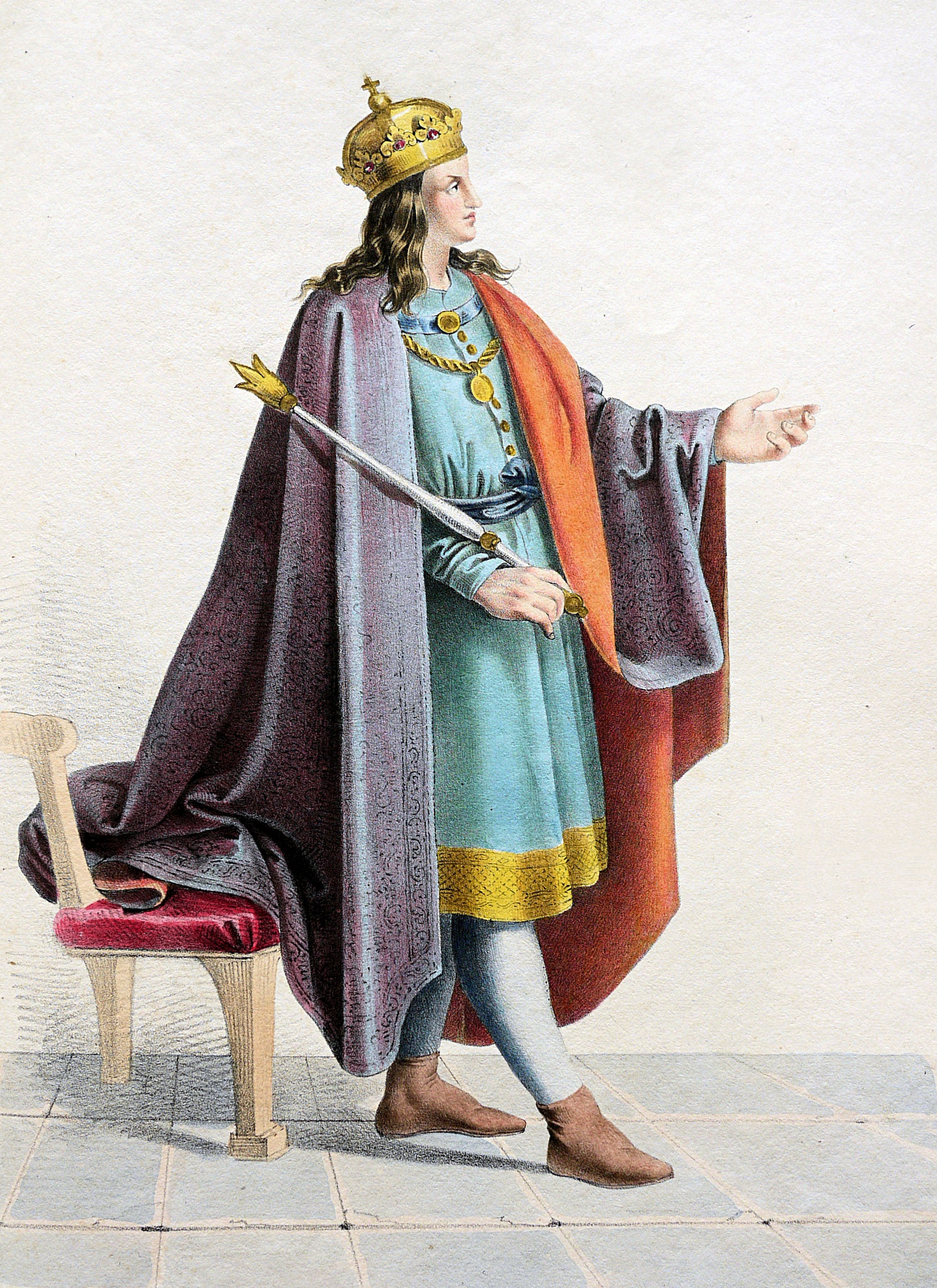
IV. István. Josef Kriehuber színezett litográfiája

## A bizánci beavatkozás időszaka
Istvánt örömmel fogadták a bizánci udvarban, ezt az is mutatja, hogy feleségül kapta Máriát, Mánuel császár unokahúgát. A magyar korona megszerzéséhez azonban ekkor még nem kapott segítséget mert a császárt 1161-ig a keleti terjeszkedés foglalkoztatta. Eközben Magyarországon István bátyja, László herceg is összeesküvést szőtt a király ellen és a megtorlás elől 1160 körül ő is Bizáncba menekült. Lászlónak szintén felajánlottak egy bizánci hercegnőt feleségül, azonban ő ezt nem fogadta el, mert úgy érezte, hogy Magyarországi támogatói szemében visszatetszést keltene, ha túlzottan elkötelezné magát Bizánc irányába. 

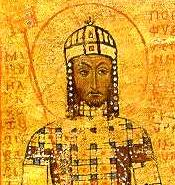
I. Mánuel bizánci császár, aki egy görög krónikás szerint „minden erővel meg akarta szerezni a magyar földet” (freskó)

II. Géza halála után Mánuel elhatározta, hogy  bizánci függésbe kényszeríti Magyarországot. 
Ezt az időszakot bizánci beavatkozás időszakának szokták nevezni. A Magyar Királyságnak ebben az időszakban különös erőfeszítéseket kellett tennie, hogy a bizánci császár alávetését elkerülje.
A császár rábeszéléssel, megvesztegetéssel és katonai erő felvonultatásával próbálta elérni, hogy a már megkoronázott III. István helyére a magyarok ismerjék el királyuknak István herceget. A bizánci fegyverek árnyékában végül kompromisszumos megoldás született. A magyarok László herceget fogadták el királynak, István pedig hercegséget kapott. Ezzel rövid időre ismét feléledt a még Könyves Kálmán által eltörölt dukátus intézménye. 
Bevált tehát László számítása, mert a magyarok István bizánci házassága miatt „attól tartottak, hogy míg ő uralkodik a magyarok felett, addig rajta viszont a bizánciak császára uralkodik majd.” A magyar uraknak tehát a III. Istvánt elutasító része sem óhajtotta a bizánci alávetést. III. István, alig másfél hónapos uralkodás után híveivel Pozsonyba menekült.
László halála, 1163. január 14. után István a hercegségét felhasználva szerezte meg magának a magyar trónt. A koronázást Mikó kalocsai érsek végezte 1163. január 27-én. Lukács esztergomi érsek III. István pártján volt ezért törvénytelennek nyilvánította IV. István uralmát és kiközösítette az egyházból. IV. István egyetlen fennmaradt oklevelében magát III. Istvánnak nevezte, mert nem ismerte el unokaöccse alig másfél hónapos uralmát. Az ellenkirály uralma rendkívül népszerűtlen volt az országban. Az egyházi és világi előkelőknek csak egy nagyon kis csoportja állt mögötte, Mikó kalocsai érsek és a Szerbiából visszatért Belos bán vezetésével. Rövidesen szervezkedés indult ellene. Még a kétkedők számára is bizonyította bizánci függését, hogy trónja védelmében azonnal görög sereget hívott az országba. IV. Istvánnak külpolitikai nehézségei is támadtak. A német császár tartva Bizánc túlzott magyarországi befolyásától segítséget ígért III. Istvánnak és hadjáratot tervezett Magyarország ellen. A görög csapatok távozása után III. István megindította seregét az ország belseje felé és az 1163. június 19-én Székesfehérvár mellett megvívott csatában vereséget mért IV. István seregére. Feltételezés, hogy ebben a csatában esett el a magyar történelemben több mint negyedszázadon át jelentős szerepet játszó Belos bán. A csatában az ellenkirály is fogságba esett, de III. István megengedte neki, hogy Bizáncba távozzon. 
Az események után Mánuel ismét trónra akarta juttatni Istvánt, csapatai 1165-ig még három ízben felvonultatta III. István ellen, végül azonban be kellett látnia, hogy jelöltjének már nincs magyarországi támogatója. A megkötött békében elismerte III. István királyságát. Ekkor került III. István öccse, Béla herceg a bizánci udvarba. 
IV. Istvánt végül hívei ölték meg a zimonyi várban a szabad elvonulás reményében. III. István hívei még holtában sem bocsátottak meg neki, őt okolták az utóbbi évek véres trónharcaiért. Holttestét hosszú ideig nem temették el, végül Székesfehérváron helyezték örök nyugalomra.